# Châtillon-sur-Thouet
Châtillon-sur-Thouet è un comune francese di 2 865 abitanti situato nel dipartimento delle Deux-Sèvres nella regione della Nuova Aquitania.

## Società

### Evoluzione demografica
Abitanti censiti